# Куштомак
Куштомак — село в Еловском районе Пермского края России.

## Географическое положение
Село расположено на расстоянии примерно 29 километров по прямой на юг от села Елово на расстоянии менее 1 километра на восток от села Суганка.

## История
Основано в 1796 году выходцами из Кунгурского уезда. Селом стало после постройки Свято-Митрофановской церкви в 1836 году, впоследствии церковь становится Вознесенской. С 2006 по 2019 год входило в состав ныне упразднённого Сугановского сельского поселения Еловского района.

## Климат
Климат континентальный. Зима с ноября по март холодная. Устойчивый снежный покров образуется в середине ноября, высота его в марте 50-70 см. Среднемесячная температура января −15…−16 °C. Весна с апреля по май прохладная, погода неустойчивая. Снежный покров сходит полностью в середине-конце апреля. Ночные заморозки возможны до начала июня. Лето тёплое, среднемесячная температура июля 18—19 °C. Осень (сентябрь-октябрь) прохладная, пасмурная.

## Население
Постоянное население составляло 255 человек (98 % русские) в 2002 году, 161человек в 2010 году.